# Madonnaland
Madonnaland: And Other Detours in Fame and Fandom es un libro de no-ficción escrito por la ensayista y música estadounidense Alina Simone. Es un ensayo biográfico sobre Madonna, así como un análisis de la autora sobre la música y la cultura pop. A Simone se le encargó escribir una nueva biografía sobre la cantante, pero debido al exceso de contenido ya disponible, creyó que no podría encontrar nada nuevo. En su lugar, tomó como base su propio fracaso para crear una biografía de Madonna y, entre otros aspectos, cuestionó por qué en Bay City, lugar de nacimiento de la artista, no existe ninguna conmemoración para ella. Sumado a ello, incluyó un análisis de las bandas desconocidas de esa ciudad, la cultura pop y la vida de las celebridades.
Madonnaland se divide en seis capítulos y en él se narra la visita de Simone a Bay City, donde entrevista a los vecinos acerca de Madonna. Además, se analiza la fama y la trayectoria de la artista y la autora profundiza en su propia carrera musical y en las bandas de esa ciudad. El libro salió a la venta en Estados Unidos el 1 de marzo de 2016, a través de la editorial University of Texas Press. En términos generales, obtuvo reseñas positivas de los críticos, quienes elogiaron la redacción de Simone y la investigación de las bandas de Bay City. Asimismo, fue reconocido como uno de los mejores libros de 2016.

## Contenido
Madonnaland se divide en seis capítulos: inicia con la autora Alina Simone paseando por Bay City (Míchigan) y reflexionando sobre por qué no existe una sola conmemoración en la ciudad para Madonna, que nació allí. La investigación comienza a partir de ese punto y el ensayo continúa analizando la ciudad y su cultura. En el siguiente capítulo, comenta sobre la música de los años 1980 y la contribución y popularidad de la cantante después del lanzamiento de los álbumes Like a Virgin (1984) y True Blue (1986). Una de las preguntas que Simone reitera es sobre el legado de la intérprete y lo que sucedería con su riqueza y fortuna después de su muerte, luego de observar que no estaba recibiendo el respeto que se merecía. Con esto en mente, analiza el panorama musical en Bay City y cómo la cultura pop se ha movido de una moda o tendencia a otra.
En el último capítulo, titulado Flying Wedge, reseña la música hard rock, las agrupaciones de punk rock de dicha ciudad y, finalmente, lo persistentes que pueden ser los artistas para producir música. Investiga las bandas de un solo éxito como Question Mark & the Mysterians, reconocida por «96 Tears», y Flying Wedge, originaria de Detroit que lanzó su disco a través de la revista Creem en 1972 pero que luego desapareció. La autora termina el libro en una nota positiva y expresa que sea o no Madonna recordada en su ciudad natal, sus resultados musicales nunca serán olvidados. En las últimas páginas dedica un epílogo con respecto a la redacción del libro y también se incluye una sección de agradecimientos.

## Desarrollo

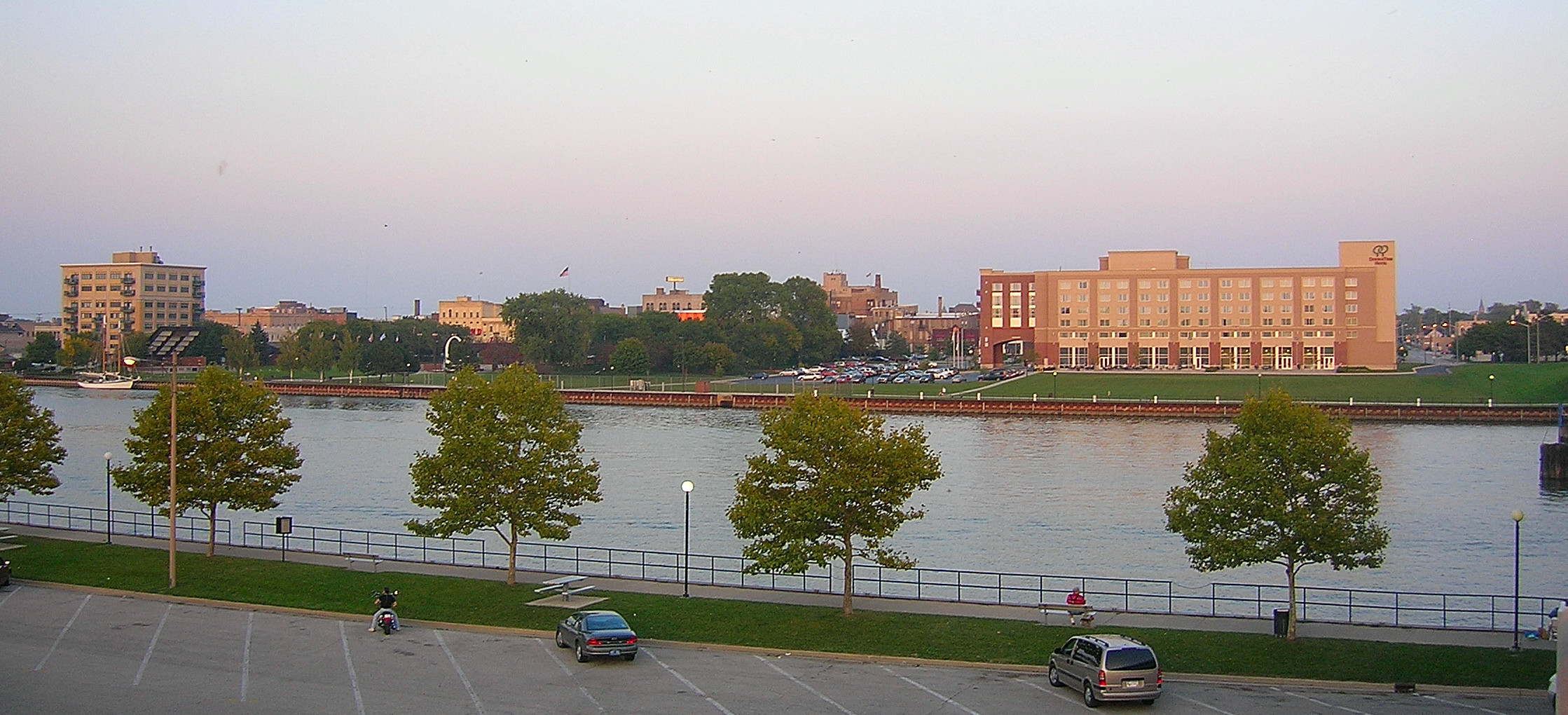
Bay City (Míchigan), el contexto principal del libro y el lugar de nacimiento de Madonna.

Cuando a Simone se le encargó la tarea de escribir un libro sobre Madonna, se mostró entusiasmada con la oportunidad, ya que había admirado la producción musical de la cantante y su naturaleza ambiciosa que la llevó a una carrera exitosa en el mundo del espectáculo. Recordó su lucha durante sus primeros días en la ciudad de Nueva York y cómo su mente empresarial e intuición musical habían logrado crear su propio nicho. Sin embargo, pronto se dio cuenta de que escribir el libro no sería tan fácil como había pensado, dado que ya existía abundante material disponible acerca de la vida y carrera de la artista, por lo que no pudo encontrar nada más que decir en su obra. En palabras de la autora, «mantuve la esperanza de encontrar alguna pequeña piedra sin remover en la gigantesca gravera de los estudios sobre Madonna». Incluso tuvo que devolver el anticipo de su libro que le había dado su editor por no haber escrito la biografía.
Incapaz de producir una biografía, decidió seguir una dirección diferente con el material. La autora, que es música y ya había publicado la novela Note to Self en 2009, quiso centrarse en su propia carrera como cantante, declarada por ella misma como un «fracaso». Confesó tener una afinidad personal con los músicos «desamparados», un conocimiento que era totalmente opuesto a lo que Madonna representaba con su éxito. Al respecto, declaró que «cada día que despertaba para escribir sobre el éxito musical masivo de una mujer también fue un día en el que me vi obligada a enfrentar mi propio fracaso».
No obstante, escribir el libro impidió que la autora se dedicara por completo a terminar su álbum y crear nueva música, puesto que no tenía los recursos para promocionar su material como Madonna. Al describir el pensamiento como «deprimente», admitió que el proceso de redacción «casi la volvió loca». Simone decidió viajar a Bay City para que así pudiese obtener inspiración para el proyecto nuevo. Allí entrevistó a diferentes personas y llegó a conocer el largo debate dentro del municipio en relación con cómo rendir homenaje a la cantante, que jamás obtuvo reconocimiento alguno del alcalde de dicha ciudad. Documentó estos casos, al tiempo que reflexionaba sobre su propia carrera en la música independiente.

## Recepción crítica
Titulado como Madonnaland: And Other Detours in Fame and Fandom, salió a la venta en Estados Unidos el 1 de marzo de 2016, a través de la editorial University of Texas Press. En términos generales, obtuvo reseñas favorables de los críticos. Megan Volpert de PopMatters le otorgó siete estrellas de diez y lo calificó como «totalmente excelente» y una suma importante a la crítica cultural moderna. Además, aprobó la redacción de Simone y su valor de tomar un tema inusual para el libro. Concluyó: «¿Necesita el mundo otra actualización biográfica mal concebida sobre Madonna? No, no lo necesita. Lo que sí necesita el mundo es la valoración [...] de los propios fracasos musicales y periodísticos de Simone [...] por los desvíos provocados inevitablemente por la fama y el fanatismo». Jennifer Levin de The Santa Fe New Mexican elogió el «ingenio y la gracia» de Simone al informar sobre la relación problemática de Bay City con Madonna, incluida la disputa política interna que la rodeaba, y señaló que la historia encontró su base en el momento en el que la autora escribió sobre Flying Wedge en el último capítulo. Brian Lampkin, del periódico Yes! Weekly, notó que Simone otorga ideas «contrarias y complicadas» sobre sus propias opiniones y lo llamó un libro «excelente» y «muy divertido para cualquier amante de la historia de la música».
Dmitry Samarov, del Chicago Reader, encontró un contraste en la descripción de la autora sobre la creciente popularidad de la cantante y su propia carrera en la música independiente. Para el periodista, la parte más interesante fue cuando Simone se dio cuenta en el libro de que las personas disfrutan de la música de Madonna «simplemente porque les hace felices». Samarov, quien declaró que no le interesaba mucho la carrera de la artista, se alegró de que el tema de Madonnaland fuese sobre «el éxito y el fracaso». El periodista Craig Marks, de Kirkus Reviews, consideró del libro un «análisis provocativo» y opinó que la parte donde Simone explica la profesión anterior de Madonna como bailarina había sido «impresionante». En un comentario variado, Naomi Fry, del New York Times, indicó que logra una unión productiva entre lo oscuro y lo intrigante y apreció el último capítulo referido a la investigación de la «banda olvidada» Flying Wedge. Sin embargo, criticó los capítulos iniciales sobre las entrevistas que Simone realizó a las personas de la ciudad, y mencionó que no eran «lo consistentemente evocadores o lo suficientemente significativos como para mantener nuestra atención». Asimismo, aseguró que el método de la autora para hablar de sus propios aspectos musicales podía distraer al lector, cuando debería haber estado analizando el trabajo de Madonna. Para Maura Johnston de Pitchfork, Madonnaland es un «tomo extraño que se enfoca principalmente en la frustración de la autora con la fama».
Madonnaland también fue incluido entre los mejores libros de 2016, como es el caso de la cadena estadounidense National Public Radio, que lo seleccionó como uno de los más destacados de ese año. Como opinión, Michael Schaub lo describió como una «colección maravillosa de ensayos» y calificó a Simone como una «escritora profundamente divertida, pero también perceptiva y compasiva». El mismo crítico lo consideró uno de los mejores lanzamientos de marzo de 2016 en la revista Men's Journal, y en esta ocasión comentó que la obra «es más que un retrato de Madonna y de la gente que la ama, es una reflexión sobre la naturaleza del fandom de la música pop». Por último, Jason Diamond de Rolling Stone escribió en su reseña para el artículo «Los 10 mejores libros de música de 2016»:
Al escribir sobre una figura que ya tiene innumerables palabras dedicadas a ella, la cantante y escritora Alina Simone nos da una descripción más completa, más extraña y más interesante de Madonna de lo que creemos posible. Al explorar su ciudad natal, Madonnaland mira el mundo que creó a la artista, la ciudad que dejó atrás y las personas cuyas vidas ha cambiado. Es la forma en que Simone presenta su historia más fascinante, ya sea viendo figuras idiosincrásicas del estado natal de la estrella del pop [...] o su propio viaje desde el fandom por la música pop hasta el indie rock.